# Phorocera elisae
Phorocera elisae là một loài ruồi trong họ Tachinidae.